# Maurice Fountain
 (juin 2017).
Si vous disposez d'ouvrages ou d'articles de référence ou si vous connaissez des sites web de qualité traitant du thème abordé ici, merci de compléter l'article en donnant les références utiles à sa vérifiabilité et en les liant à la section « Notes et références ».
Pour les articles homonymes, voir Fountain.
(en) Statistiques sur pro-football-reference
Gregory Maurice Fountain (né le 22 septembre 1982 à Camden) est un joueur américain de football américain.

## Enfance
Fountain étudie à la Camden High School et joue pour l'équipe de football américain des Bulldogs. Il va être considéré comme un des meilleurs joueurs de la région à deux reprises. Il recevra une invitation pour jouer le North-South All-Star Game où il sera désigné MVP.

## Carrière

### Université
Il entre ensuite à l'académie militaire de Fork où il sera considéré comme le meilleur joueur défensif. Il signe avec l'université de Clemson où il intègre l'équipe en 2001. Fountain va disputer trois bowls et jouer cinquante matchs avec Clemson. Il sera le deuxième joueur de l'histoire de l'université à réaliser cet exploit.

### Professionnel
Maurice Fountain n'est sélectionné par aucune équipe lors du draft de la NFL de 2005. Il va alors passer deux saisons sans équipe. Il refait surface en 2007, en af2, jouant pour les Wolves de Manchester et battant le record de sack de la franchise en une saison avec treize. Ses bons résultats le font signer avec les Blaze d'Utah où il va finir deuxième des Blaze au niveau des sacks et être nommé dans l'équipe de rookie de la saison.
Les Dolphins de Miami le font signer lors du camp d'entraînement 2008 mais il est libéré juste avant le début de la saison 2008, ne faisant pas partie des cinquante-trois hommes pour l'ouverture de la saison.
Fountain est sélectionné au cinquième tour du draft de l'United Football League par les Sentinels de New York. Il reste deux saisons avec cette équipe. Il joue un moment lors de la pré-saison 2010 avec les Seahawks de Seattle mais ne dispute aucun match professionnel.
Le 20 août 2011, Fountain revient chez les Seahawks de Seattle avant d'être libéré le 3 septembre et d'intégrer l'équipe d'entraînement le lendemain avec laquelle il ne reste que deux jours. Il revient en UFL et signe avec les Destroyers de Virginie avec qui il remporte le championnat UFL.
Il signe lors du camp d'entraînement 2012 avec les Eagles de Philadelphie.

## Palmarès
- Équipe des rookies de la saison AFL 2008